# Zbigniew Gaciong
Zbigniew Antoni Gaciong (ur. 17 grudnia 1955 w Warszawie) – polski lekarz, profesor nauk medycznych, nauczyciel akademicki Warszawskiego Uniwersytetu Medycznego, specjalności naukowe: choroby wewnętrzne, nadciśnienie tętnicze. Rektor WUM kadencji 2020–2024.

## Doświadczenie zawodowe
W 1980 ukończył studia na Wydziale Lekarskim Akademii Medycznej w Warszawie, od 1980 pracuje na macierzystej uczelni, w Instytucie Transplantologii, w latach 1988–1990 pracował na Uniwersytecie Południowej Kalifornii. Uzyskał stopień naukowy doktora. W 1992 na I Wydziale Lekarskim z Oddziałem Stomatologicznym Akademii Medycznej w Warszawie na podstawie monografii pt. Zaburzenia produkcji przeciwciał w przebiegu przewlekłej niewydolności nerek. Rola wtórnej nadczynności przytarczyc otrzymał stopień doktora habilitowanego nauk medycznych, dyscyplina: medycyna, specjalność: choroby wewnętrzne. W 1996 nadano mu tytuł profesora nauk medycznych.
W latach 1980–1990 asystent w Instytucie Transplantologii AM w Warszawie, w latach 1988–1990 – asystent (fellow) Kliniki Nefrologicznej Uniwersytetu Południowej Kalifornii (University of South California), stypendysta American Heart Association (Fellowship Award of American Heart Association). Od 1991 adiunkt w Instytucie Transplantologii AM w Warszawie, w latach 1991–1998 kierownik Centralnego Laboratorium Zespołu Klinik PSK-1 (Szpital Kliniczny Dzieciatka Jezus). W latach 1997–1998 zajmował stanowisko profesora nadzwyczajnego w Instytucie Transplantologii AM w Warszawie, od 2000 profesor zwyczajny w Katedrze i Klinice Chorób Wewnętrznych, Nadciśnienia Tętniczego i Angiologii WUM.
Od 1998 kierownik Katedry i Kliniki Chorób Wewnętrznych, Nadciśnienia Tętniczego i Angiologii Wydziału Lekarskiego Warszawskiego Uniwersytetu Medycznego zlokalizowanej w Centralnym Szpitalu Klinicznym Uniwersyteckiego Centrum Klinicznego WUM przy ul. Banacha 1a w Warszawie. W latach 1996–2002 był prodziekanem I Wydziału Lekarskiego, w 2002–2005 prodziekanem Wydziału Kształcenia Podyplomowego. W latach 2005–2012 był dziekanem Wydziału Kształcenia Podyplomowego. Został członkiem Komitetu Patofizjologii Klinicznej PAN, Centralnej Komisji do Spraw Stopni i Tytułów. W latach 2004–2009 przewodniczył Państwowej Komisji Lekarskiego Egzaminu Państwowego. Konsultant krajowy w dziedzinie chorób wewnętrznych (2001–2009) oraz w dziedzinie hipertensjologii (2014–2019). W 2019 został członkiem Rady Doskonałości Naukowej I kadencji w dyscyplinie nauki medyczne.
21 kwietnia 2020 został wybrany na rektora Warszawskiego Uniwersytetu Medycznego w kadencji 2020–2024.

## Działalność naukowa
Autor ponad 200 publikacji m.in. w takich czasopismach jak: Cancer Cell, Cardiovascular Research, Lancet, The New England Journal of Medicine, Kidney International, the American Journal of Hypertension, Transplantation, JAMA Cardiology, The American Journal of Nephrology, Nephron, PLoS Medicine, PLoS One, The Journal of the American Heart Association, The Journal of Human Hypertension, The Journal of Clinical Hypertension, Hypertension research.
Redaktor 5 podręczników (m.in. „Angiologia”, „Hipertensjologia”, red. tłum. „Przewodnika Batesa po badaniu podmiotowym i przedmiotowym”), cytowany 8 100 razy, indeks Hirscha – 37 (wg Google Scholar).
Działalność naukowa profesora obejmuje także przewodniczenie, wykłady, wystąpienia oraz prezentacje plakatowe na zjazdach krajowych i zagranicznych, prowadzenie sesji na zjazdach zagranicznych oraz wykłady na zaproszenie.
Wśród wypromowanych przez niego doktorów znaleźli się: Katarzyna Koziak (1994), Monika Puzianowska-Kuźnicka (1997), Teresa Bączkowska (1999), Agnieszka Perkowska-Ptasińska (2001), Ewa Pędzich-Placha (2012), Ewa Kurzejamska (2014), Helena Kossowska (2017).

## Członkostwo Towarzystw Naukowych
Założyciel i Prezes Polskiego Towarzystwa Medycyny Personalizowanej (2016), członek: High Blood Pressure Council, American Heart Association, American Society of Hypertension, European Society of Hypertension, Towarzystwa Internistów Polskich (wiceprezes w latach 1997–2001), Polskiego Towarzystwa Kardiologicznego – założyciel i członek zarządu Sekcji Kardiologii Doświadczalnej (1997–1999), Polskiego Towarzystwa Nadciśnienia Tętniczego (prezes w latach 2009–2011), Polskiego Towarzystwa Transplantacyjnego.

## Inne aktywności
Wiceprzewodniczący Rady Fundacji TVN. Działa również w Fundacji „Centrum Rozwoju Medycyny”.

## Odznaczenia
- Srebrny Krzyż Zasługi (2006)[28]
- Złoty Krzyż Zasługi (2012)[29]